# Maria Creek (Antarktika)
Koordinaten: 77° 37′ S, 163° 3′ O
Der Maria Creek ist ein 800 m langer glazialer Schmelzwasserfluss im ostantarktischen Viktorialand. Im Taylor Valley fließt er vom unteren Ende des Kanada-Gletschers in nordöstlicher Richtung zum westlichen Ende des Fryxellsees, den er westlich des Bowles Creek und des Green Creek erreicht.
Seine Benennung erhielt er auf Vorschlag der US-amerikanischen Hydrologin Diane Marie McKnight, Leiterin der Mannschaft des United States Geological Survey (USGS), welche zwischen 1987 und 1994 das Flusssystem des Fryxellsees untersuchte. Namensvorlage ist das Lied They Called the Wind Maria aus dem Musical Paint Your Wagon aus dem Jahr 1951. McKnight spielte damit auf die starken Winde am südlichen Ende des Kanada-Gletschers während des antarktischen Winters an, die zu zahlreichen Verwehungen aus feinem Sand entlang des Maria Creek geführt haben.